# 安达洛瓦尔泰利诺
安达洛瓦尔泰利诺（義大利語：Andalo Valtellino），是意大利松德里奥省的一个市镇。总面积6平方公里，人口554人，人口密度92.3人/平方公里（2009年）。国家统计（ISTAT）代码为014003。
安达洛瓦尔泰利诺与德莱比奥、杜比诺、曼泰洛和罗戈洛接壤。